# San Felipe Tílpam
San Felipe Tílpam är en ort i Mexiko.   Den ligger i kommunen San Pedro Ixcatlán och delstaten Oaxaca, i den sydöstra delen av landet, 300 km sydost om huvudstaden Mexico City. San Felipe Tílpam ligger 79 meter över havet och antalet invånare är 1 118.
Terrängen runt San Felipe Tílpam är varierad. Runt San Felipe Tílpam är det ganska tätbefolkat, med 86 invånare per kvadratkilometer. Närmaste större samhälle är Isla Soyaltepec, 11,0 km öster om San Felipe Tílpam. I omgivningarna runt San Felipe Tílpam växer i huvudsak städsegrön lövskog.